# Sambo vid europeiska spelen 2015
Sambo vid europeiska spelen 2015 i Baku avgjordes 22 juni i Hejdar Alijevs sport- och utställningskomplex. Tävlingarna bestod av totalt åtta grenar, fyra för herrarna och fyra för damerna.

## Medaljsummering
Herrar
| Gren     | Guld                     | Silver                  | Brons                                                 |
| 57 kg    | Ajmergen Atkunov (RUS)   | Islam Gasumov (AZE)     | Uladzislau Burdz (BLR) · Vakhtangi Chidrashvili (GEO) |
| 74 kg    | Stsiapan Papou (BLR)     | Amil Gasimov (AZE)      | Kakha Mamulashvili (GEO) · Azamat Sidakov (RUS)       |
| 90 kg    | Alsim Tjernoskulov (RUS) | Andrei Kazusionak (BLR) | Davit Karbelashvili (GEO) · Radvila Matukas (LTU)     |
| + 100 kg | Artem Osipenko (RUS)     | Vasif Safarbajov (AZE)  | Jury Rybak (BLR) · Razmik Tonojan (UKR)               |

Damer
| Gren  | Guld                   | Silver                  | Brons                                              |
| 52 kg | Anna Kharitonova (RUS) | Nazakat Khalilova (AZE) | Magdalena Varbanova (BUL) · Ruta Aksionova (LTU)   |
| 60 kg | Jana Kostenko (RUS)    | Kalina Stefanova (BUL)  | Katsiaryna Prakapenka (BLR) · Daniela Hondiu (ROU) |
| 64 kg | Tatsiana Matsko (BLR)  | Olena Sayko (UKR)       | Anna Sjtjerbakova (RUS) · Sarah Loko (FRA)         |
| 68 kg | Ivana Jandrić (SRB)    | Volha Namazava (BLR)    | Celine Conde (FRA) · Olga Zakhartsova (RUS)        |